# 15462 Stumegan
15462 Stumegan este un asteroid din centura principală, descoperit pe 8 ianuarie 1999, de Spacewatch.